# Фукубукуро
Фукубукуро (яп. 福袋 Фукубукуро, букв. «мешок счастья») — сумки, мешки или коробки с неизвестным для покупателя содержимым, которые продаются в Японии в первые дни Нового года.

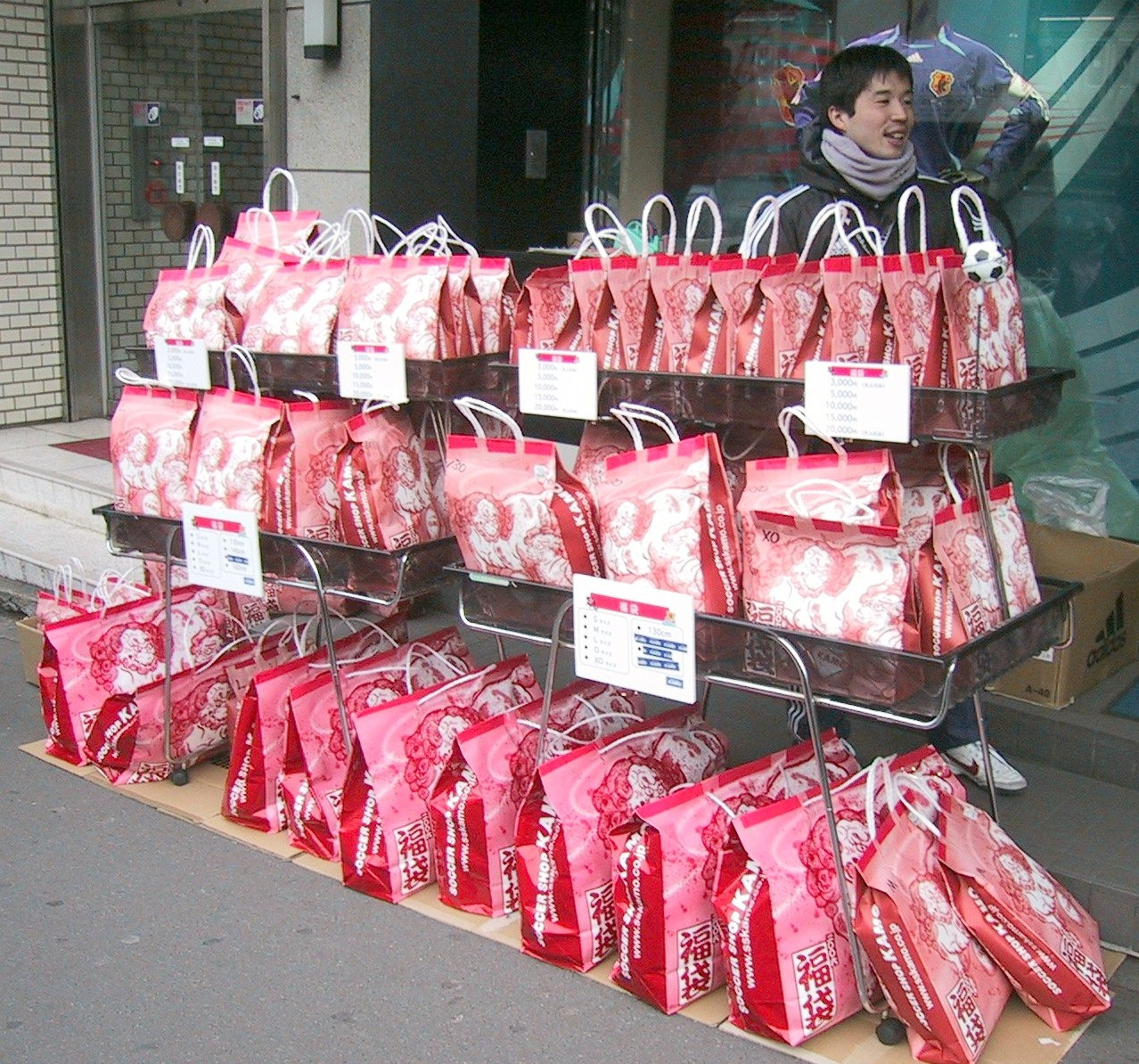
Продажа фукубукуро в Токио в 2006 году

Этот японский новогодний обычай появился в 1907 году, когда универмаг Мацуя, расположенный в Гиндзе, в первые дни нового года провёл первую распродажу фукубукуро с кимоно, цены на которые были примерно в два раза ниже обычной. Стоимость содержимого равна либо выше стоимости самого фукубукуро. Обычно скидка на товары, которыми заполнен фукубукуро, составляет около 50 %, а также есть шанс получить товар, стоимость которого намного выше цены самого фукубукуро. Например, в 2006 году в токийском ювелирном магазине в фукубукуро был вложен бриллиант стоимостью около 200 миллионов иен (около $1,7 млн).
Внутри фукубукуро могут быть одежда, игрушки, косметика, сладости и т. д, но также и более дорогие товары, в том числе гаджеты. В последние годы многие известные брэнды, такие как Apple, также устраивают распродажи в формате фукубукуро, и к магазинам выстраиваются многочасовые очереди.